# Bombardeio de Porto Alegre pela canhoneira Marajó
O bombardeio de Porto Alegre pela canhoneira Marajó, em junho de 1892, opôs elementos sublevados da Marinha do Brasil ao governo do Rio Grande do Sul e ao Exército Brasileiro. Logo após o governador Júlio de Castilhos assumir o poder numa sublevação armada, o ministro da Marinha Custódio de Melo ordenou à Flotilha do Rio Grande do Sul que permanecesse neutra no conflito político estadual. Em 21 de junho o capitão-tenente Cândido Lara, comandante da canhoneira Marajó e comandante interino da Flotilha, declarou-se insurgente contra o governo estadual. O almirante Custódio ordenou que ele entregasse o comando ao capitão-tenente Nolasco Pereira da Cunha, mas ele desobedeceu. Em 23 de junho a canhoneira disparou alguns tiros, e no dia seguinte, um bombardeio de meia hora, ao qual reagiram o Exército, a Guarda Cívica e civis armados. O embate deixou muitas avarias na cidade e no navio, que se retirou para Rio Grande, onde o comandante foi preso.